# 宮代町
宮代町（日语：／ Miyashiro machi */?）是日本埼玉縣東部中央的町，人口約3萬4千人。東武動物公園和宮代町綜合運動公園皆位於町內。

## 交通

### 鐵路
東武鐵道
- 伊勢崎線：姬宮站 - 東武動物公園站 - 和戶站
- 日光線：東武動物公園站